# Juan Caballé Goyeneche

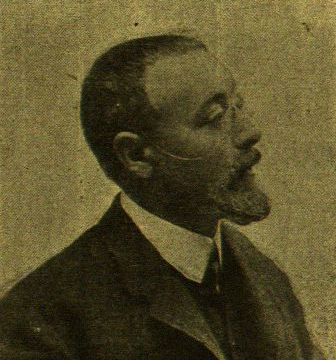
Retrato de Juan Caballé Goyeneche

Juan Caballé y Goyeneche (Montevideo, 1863-Tarragona, 1935) fue un político español.
Su infancia transcurrió en Mora de Ebro. Caballé, que fue director y fundador de la publicación tarraconense La República Nacional (1897-1897), trabajaba como corredor de comercio y fue elegido diputado por el Partido Republicano Democrático Federal por el distrito electoral de Gandesa en las elecciones generales de 1907, 1910, 1914 y 1920. 
Gracias a sus gestiones se construyó el puente sobre el Ebro en Mora de Ebro. En 1918 escribió Inferioridad de la raza catalana. Cartas a mi hermano. Lerroux. Cambó y la autonomía de Cataluña. Falleció el 31 de marzo de 1935 en Tarragona.